# Saltoposuchus
Genre
Espèce
Saltoposuchus est un genre éteint de petits « reptiles » de crocodylomorphes (Sphenosuchia) à queue longue (1-1,5 m et 10-15 kg), datant du Norien (Trias supérieur) d'Europe. Le nom traduit signifie « crocodile bondissant ».
Il a été proposé que Terrestrisuchus gracilis et Saltoposuchus connectens représentaient différents stades ontogéniques du même genre. Saltoposuchus est communément (et incorrectement) appelé dans la littérature populaire l'ancêtre (ou les ancêtres proches) des dinosaures, cependant, des recherches scientifiques ultérieures montrent que ce n'est pas le cas.

## Liste d'espèces
Selon Paleobiology Database (1 octobre 2020) :
- Saltoposuchus connectens Huene, 1921
- Saltoposuchus longipes Huene, 1921